# Убийство Скотта Шульца
16 сентября 2017 года Скотт Шульц (англ. Scout Schultz), 21-летний студент Технологического института Джорджии, был застрелен Тайлером Беком, сотрудником Департамента технической полиции Джорджии. В момент убийства у Шульца в руках был нож-мультитул и он шел по направлению к полицейским, прося их стрелять. За этим инцидентом последовали протесты и гражданские беспорядки, которые привели к многочисленным арестам. Родители Шульца подали иск о неправомерном убийстве. Расстрел расследовало Бюро расследований штата Джорджия. В марте 2020 года было объявлено, что Тайлеру Беку не будет предъявлено обвинений.

## Предыстория
Скотт Шульц родился в Роквилле, штат Мэриленд, в 1995 году. У Шульца была гипоспадия, поэтому он идентифицировал себя как интерсекс-человека. Семья Шульца позже переехала в Лилберн, штат Джорджия. Шульц был на четвертом курсе института по специальности по вычислительной технике в Технологическом институте Джорджии, и, по словам отца, планировал закончить семестр раньше установленного срока. Шульц был бисексуалом, небинарным и интерсекс-человеком. Шульц был президентом ЛГБТ-организации «Pride Alliance» в кампусе. Шульц страдал от клинической депрессии и посещал психолога после попытки повеситься в 2015 году.

## Убийство
16 сентября 2017 года, около 11:17 вечера, Шульц позвонил 911. Он сказал, что в кампусе был подозрительный человек с ножом и, возможно, с пистолетом. Шульц дал описание, соответствующее своему внешнему виду, сказав, что у этого человека длинные светлые волосы, белая футболка и синие джинсы, и сказал, что этот человек может быть в состоянии алкогольного опьянения.
Четыре полицейских подошли к Шульцу возле общежития в кампусе. У него в руках был нож-мультитул. Согласно газете The Atlanta Journal-Constitution, лезвие ножа не было удлинено. Шульц отказался бросить нож и направился к полицейским с опущенными руками, выкрикивая фразу «Стреляйте в меня!» Шульц был застрелен и объявлен мертвым в Мемориальной больнице Грейди. Инцидент был запечатлен на видео с мобильного телефона. В комнате Шульца были найдены три записки о самоубийстве.
Шульца застрелил полицейский Тайлер Бек. Согласно газете The Atlanta Journal-Constitution, Бек был сертифицирован Советом по обучению и стандартам полиции общественной безопасности штата Джорджия, но не прошел тренинг по кризисному вмешательству, который обучает полицию тому, как обращаться с психически больными подозреваемыми.  Вскоре после расстрела Бека отправили в оплачиваемый отпуск.

## Реакция
Семейный адвокат Шульцев, Крис Стюарт, заявил, что полиция слишком остро среагировала. Стюарт заявил, что идея о том, что смерть была «самоубийством с помощью полицейского», не оправдывает случившееся. Он также заявил: «Район был защищен. Вокруг никого не было». Мать Скотта, Линн Шульц, предположила, что полиция должна была бы использовать перцовый баллончик или электрошокер, а не стрелять в её ребенка. Отец Скотта, Уильям Шульц, задал вопрос на пресс-конференции: «Почему вы стреляли? Это единственный вопрос, который имеет значение сейчас. Почему вы убили моего сына?».
Несмотря на то, что Шульц не заканчивает учебу в институте, ему был выдан диплом посмертно.
Убийство расследовало Бюро расследований штата Джорджия. В сентябре 2018 года, когда расследование все еще продолжалось, родители объявили, что они расстроены отсутствием уголовных обвинений. В сентябре 2019 года родители Шульца подали иск о неправомерном убийстве, назвав виновными университет, Тайлера Бека и Совет регентов Джорджии.
В марте 2020 года окружной прокурор объявил, что Беку не будут предъявлены обвинения, заявив, что, по мнению экспертов, стрельба была оправданной.

## Протесты
18 сентября 2017 года в кампусе состоялась мирная акция в память о Шульце. Через 20 минут после начала акции около 50 протестующих прошли через кампус, неся плакат с надписью «Защитить ЛГБТК» и повторяя «Справедливость сейчас». В ходе протестов была подожжена полицейская машина. Три человека были арестованы, в том числе студент из Джорджии. Им были предъявлены обвинения в «подстрекательстве к беспорядкам и избиению офицера полиции». В последующие недели еще три человека было арестовано за «мелкие правонарушения воспрепятствовавшие деятельности правоохранительных органов». Родители Шульца призывали к спокойствию.
22 сентября 2017 года в институте проходил протест, в результате чего здание Студенческого центра было закрыто с 3 часов дня.